# Stazione meteorologica di San Gimignano
La stazione meteorologica di San Gimignano è la stazione meteorologica di riferimento per il Servizio Idrologico Regionale della Toscana relativa al centro di San Gimignano.

## Caratteristiche
La stazione meteorologica idrologica si trova nell'Italia centrale, in Toscana, in provincia di Siena, nel comune di San Gimignano, a 306 metri s.l.m. e alle coordinate geografiche 43°26′N 11°02′E. È gestita dal Servizio Idrologico Regionale, al quale i dati raccolti vengono trasmessi in tempo reale.

## Dati climatologici 1961-1990
Secondo le medie elaborate dall'ENEA, sulla base delle osservazioni meteorologiche effettuate nel trentennio 1961-1990, la temperatura media del mese più freddo, gennaio, è di +6,3 °C; quella dei mesi più caldi, luglio e agosto, si attesta a +23,6 °C. Le precipitazioni medie annue, attorno ai 700 mm e mediamente distribuite in 83 giorni di pioggia, presentano un minimo relativo in estate ed un picco in autunno .
| San Gimignano (1961-1990) | Mesi | Mesi | Mesi | Mesi | Mesi | Mesi | Mesi | Mesi | Mesi | Mesi | Mesi | Mesi | Stagioni | Stagioni | Stagioni | Stagioni | Anno |
| San Gimignano (1961-1990) | Gen  | Feb  | Mar  | Apr  | Mag  | Giu  | Lug  | Ago  | Set  | Ott  | Nov  | Dic  | Inv      | Pri      | Est      | Aut      | Anno |
| ------------------------- | ---- | ---- | ---- | ---- | ---- | ---- | ---- | ---- | ---- | ---- | ---- | ---- | -------- | -------- | -------- | -------- | ---- |
| T. max. media (°C)        | 10,0 | 11,4 | 14,4 | 17,8 | 22,3 | 25,9 | 29,8 | 29,8 | 26,1 | 21,1 | 14,7 | 10,5 | 10,6     | 18,2     | 28,5     | 20,6     | 19,5 |
| T. min. media (°C)        | 2,6  | 3,3  | 5,0  | 7,6  | 11,3 | 14,8 | 17,4 | 17,5 | 14,7 | 11,1 | 6,8  | 3,4  | 3,1      | 8,0      | 16,6     | 10,9     | 9,6  |
| Precipitazioni (mm)       | 58   | 63   | 59   | 56   | 55   | 48   | 22   | 47   | 55   | 76   | 97   | 61   | 182      | 170      | 117      | 228      | 697  |
| Giorni di pioggia         | 7    | 9    | 9    | 7    | 7    | 6    | 3    | 5    | 6    | 7    | 9    | 8    | 24       | 23       | 14       | 22       | 83   |

## Temperature estreme mensili dal 1959
Nella tabella sottostante sono indicate le temperature massime e minime mensili registrate a partire dal 1959. La temperatura minima assoluta della serie storica esaminata è -9,5 °C, registrata il 7 gennaio 1985, mentre la temperatura massima assoluta è +42,6 °C, del 29 luglio 1983.
| San Gimignano (1959-2023) | Mesi        | Mesi        | Mesi        | Mesi        | Mesi        | Mesi        | Mesi        | Mesi        | Mesi        | Mesi        | Mesi        | Mesi        | Stagioni | Stagioni | Stagioni | Stagioni | Anno |
| San Gimignano (1959-2023) | Gen         | Feb         | Mar         | Apr         | Mag         | Giu         | Lug         | Ago         | Set         | Ott         | Nov         | Dic         | Inv      | Pri      | Est      | Aut      | Anno |
| ------------------------- | ----------- | ----------- | ----------- | ----------- | ----------- | ----------- | ----------- | ----------- | ----------- | ----------- | ----------- | ----------- | -------- | -------- | -------- | -------- | ---- |
| T. max. assoluta (°C)     | 19,5 (2011) | 22,6 (1959) | 27,0 (1968) | 31,1 (2012) | 36,6 (2009) | 38,9 (2012) | 42,6 (1983) | 41,3 (2012) | 37,2 (1975) | 31,7 (2011) | 25,1 (2004) | 21,8 (1979) | 22,6     | 36,6     | 42,6     | 37,2     | 42,6 |
| T. min. assoluta (°C)     | −9,5 (1985) | −8,7 (1963) | −6,6 (1971) | 0,0 (1970)  | 3,5 (1970)  | 7,0 (1969)  | 9,0 (1970)  | 10,8 (1969) | 6,0 (1977)  | 1,5 (1974)  | −2,5 (1971) | −8,7 (1996) | −9,5     | −6,6     | 7,0      | −2,5     | −9,5 |

## Neve
La neve non è rara, ma forma accumuli modesti soltanto una o due volte all'anno e difficilmente rimane al suolo più di un paio di giorni, salvo in occasione di forti ondate di gelo, come nel febbraio del 2005 e nel 2012.
Nel febbraio 1956 la neve rimase al suolo per lungo tempo, favorita dal gelo che produsse gravi danni a vigneti e oliveti. 
Recentemente, i fenomeni nevosi più rilevanti sono avvenuti dal 22 al 25 febbraio del 2005 (4 giorni di neve con accumulo massimo di 30 cm), il 18 dicembre 2009 (20 cm), il 17 dicembre 2010 (20 cm) ed il 9 marzo 2010 (25 cm, ma oltre 70 cm nelle colline adiacenti a 600 m di quota).